# Asthenactis fisheri
Asthenactis fisheri är en sjöstjärneart som beskrevs av Alton 1966. Asthenactis fisheri ingår i släktet Asthenactis och familjen Myxasteridae. Inga underarter finns listade i Catalogue of Life.